# یوشیدا، نیگاتا
یوشیدا، نیگاتا (به لاتین: Yoshida) یک منطقهٔ مسکونی در ژاپن است که در Hokuriku region واقع شده‌است. یوشیدا ۲۴٬۹۳۷ نفر جمعیت دارد.